# Torre Azrieli Sarona
La Torre Azrieli Sarona (en hebreo: מגדל עזריאלי שרונה) (transliterado: Migdal Azrieli Sarona) es un rascacielos ubicado en el barrio de Sarona, en la ciudad de Tel Aviv, en el Estado de Israel, en la carretera Beguín. Tiene 238 metros y medio de altura, y está formado por 61 pisos. Es el edificio más alto de Israel, seguido de la Torre Moshe Aviv ubicada en Ramat Gan, que tiene 235 metros de altura.

## Historia
En mayo de 2011, el grupo Azrieli adquirió una parcela de tierra por 522 millones de nuevos séquels israelíes (NIS), mediante licitación de la administración de tierras de Israel. El tamaño de la parcela es de 9.4 dunams, e incluía un plan para construir un edificio de oficinas de 180 metros de altura, con un volumen de 82.710 metros cuadrados, para uso de oficinas, y 6.700 metros cuadrados para uso comercial. 
En 2012, el Grupo Azrieli hizo un llamamiento al comité regional de planificación y construcción del Distrito de Tel Aviv, solicitando la transferencia de 3.300 metros cuadrados, para aumentar el área para uso comercial. El comité aceptó la solicitud, pero exigió que se construya un octavo piso para estacionamiento de vehículos. Debido al alto precio esperado, 70 millones de nuevos shekels israelíes (NIS) y el mayor tiempo de construcción, se logró un compromiso, y en lugar de un octavo piso para hacer un garaje, se designarán 500 plazas de estacionamiento para uso público. Los residentes de Tel Aviv no pagarán ningún precio superior al precio cobrado en las estaciones de estacionamiento propiedad del municipio de Tel Aviv. El garaje subterráneo de siete pisos tiene un total de 1.600 plazas de estacionamiento, y el centro comercial ocupa los primeros tres pisos. Entre los pisos 33 y 37, se construirá un hotel. 
En 2013, el comité regional de planificación y construcción del Distrito de Tel Aviv autorizó la construcción de un edificio a 238 metros y medio sobre el nivel del suelo. La piedra angular fue colocada por David Azrieli en una ceremonia, el 12 de marzo de 2012. En junio de 2016, el 60% de la torre ya estaba arrendada.
En 2015, el grupo Azrieli firmó un acuerdo con la empresa África-Israel Inversiones, propiedad del multimillonario y filántropo judío Lev Leváyev, alquilando las plantas desde el piso 33 hasta el piso 37, por un período de 20 años, para el establecimiento de un hotel. El hotel tendrá 160 habitaciones y estará separado de las oficinas de negocios, tendrá ascensores separados, un vestíbulo independiente, un restaurante y un salón. La compañía África-Israel Inversiones pagó 250 millones de nuevos shequels israelíes (NIS) e invertirá otros 50 millones de shequels en la construcción del nuevo edificio.